# Neolophonotus pachystylus
Neolophonotus pachystylus là một loài ruồi trong họ Asilidae. Neolophonotus pachystylus được Londt miêu tả năm 1988. Loài này phân bố ở vùng nhiệt đới châu Phi.